# Gornji Ivanjci
Gornji Ivanjci je jednou ze třiceti vesnic, které tvoří občinu Gornja Radgona ve Slovinsku. Ve vesnici v roce 2002 žilo 83 obyvatel.

## Poloha, popis
Rozkládá se v Pomurském regionu na severovýchodě Slovinska. Celková rozloha vesnice je 2,99 km²[zdroj?] a rozkládá se v nadmořské výšce zhruba 210 – 250 m. Vesnice je vzdálena zhruba 12 km jižně od města Gornja Radgona, které je správním centrem občiny. Při východním okraji území protéká říčka Ščavnica.
Sousedními vesnicemi jsou: Radvenci na severu, Stavešinci na východě, Spodnji Ivanjci na jihu, Kunova a Negova na západě.

## Zajímavosti
- Breznikova vila - dům, postavený v duchu buržoazních vil s bohatě uspořádaným průčelím s tříosým rizalitem. Nad vchodem uveden rok 1923.
- Náboženská stavební památka - trojúhelníkový sloup (Boží muka) z konce 19. století. Stojí v blízkosti Breznikovy vily.